# Simpson (Luisiana)
Simpson é uma vila localizada no estado americano de Luisiana, na Paróquia de Vernon.

## Demografia
Segundo o censo americano de 2000, a sua população era de 583 habitantes.
Em 2006, foi estimada uma população de 500, um decréscimo de 83 (-14.2%).

## Geografia
De acordo com o United States Census Bureau tem uma área de
16,1 km², dos quais 16,1 km² cobertos por terra e 0,0 km² cobertos por água.

## Localidades na vizinhança
O diagrama seguinte representa as localidades num raio de 32 km ao redor de Simpson.